# Kanton Beaune-Sud
Kanton Beaune-Sud (francouzsky Canton de Beaune-Sud) je francouzský kanton v departementu Côte-d'Or v regionu Burgundsko. Tvoří ho 17 obcí.

## Obce kantonu
- Beaune (jižní část)
- Bligny-lès-Beaune
- Chevigny-en-Valière
- Chorey-les-Beaune
- Combertault
- Corcelles-les-Arts
- Ébaty
- Levernois
- Marigny-lès-Reullée
- Merceuil
- Meursanges
- Montagny-lès-Beaune
- Ruffey-lès-Beaune
- Sainte-Marie-la-Blanche
- Ladoix-Serrigny
- Tailly
- Vignoles